# Phare de Raspberry Island
Le phare de Raspberry Island (en anglais : Raspberry Island Light), est un phare du lac Supérieur situé dans la partie sud de Raspberry Island, l'une des îles des Apôtres dans le comté de Bayfield, Wisconsin.
Ce phare, comme quatre autres, est inscrit au Registre national des lieux historiques depuis le 8 mars 1977 sous le n° 77000145.

## Historique
Ce phare a été érigé en 1862 pour marquer le canal ouest.
Il serait l'un des rares phares à ossature de bois encore en vie sur le lac Supérieur. La station de signalisation maritime comprend une tour carrée s'élevant des quartiers du gardien du phare, un bâtiment de signalisation de brouillard en briques, une grange, un bâtiment à carburant en briques, un hangar à bateaux, deux dépendances et un quai.
La lumière a été automatisée en 1947 et a ensuite été transférée au National Park Service dans le cadre de l'Apostle Islands National Lakeshore. La lentille de Fresnel originale du cinquième ordre est exposée au Madeline Island Museum (en) .
Le phare a été désactivé en 1957. Un feu de signalisation à énergie solaire, une optique acrylique, a été installé au sommet d'un poteau en face de l'ancien bâtiment de signal de brouillard.Le site est ouvert aux visites et le phare est ouvert tous les jours durant la saison estivale.

### Visite des îles
La plupart des îles des Apôtres sont actuellement détenues par le National Park Service et font partie de l'Apostle Islands National Lakeshore. Elles peuvent être atteints par le bateau-taxi Apostle Islands Cruise Service  ou par bateau privé pendant l'été. Pendant la célébration annuelle des phares des îles des Apôtres , un service de traversée en ferry est disponible pour tous les phares. Pendant la saison touristique, des gardes forestiers bénévoles sont sur de nombreuses îles pour accueillir les visiteurs.

## Description
Le phare ancien  est une tour quadrangulaire en bois à claire-voie de 10,5 m de haut, avec galerie et lanterne, s'élevant d'une maison de gardien de deux étages en duplex de 2 étages. Le phare est peint en blanc et la lanterne est noire.
Le feu actuel est situé sur un poteau métallique. Il émet, à une hauteur focale de 23 m, un éclat blanc par période de 2.5 secondes. Sa portée est de 7 milles nautiques (environ 13 km).
Identifiant : ARLHS : USA-688 ; USCG :  7-15555  .

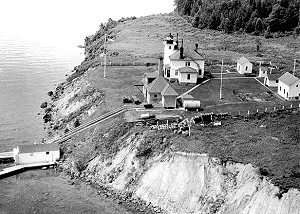
Le phare dans les années 1940
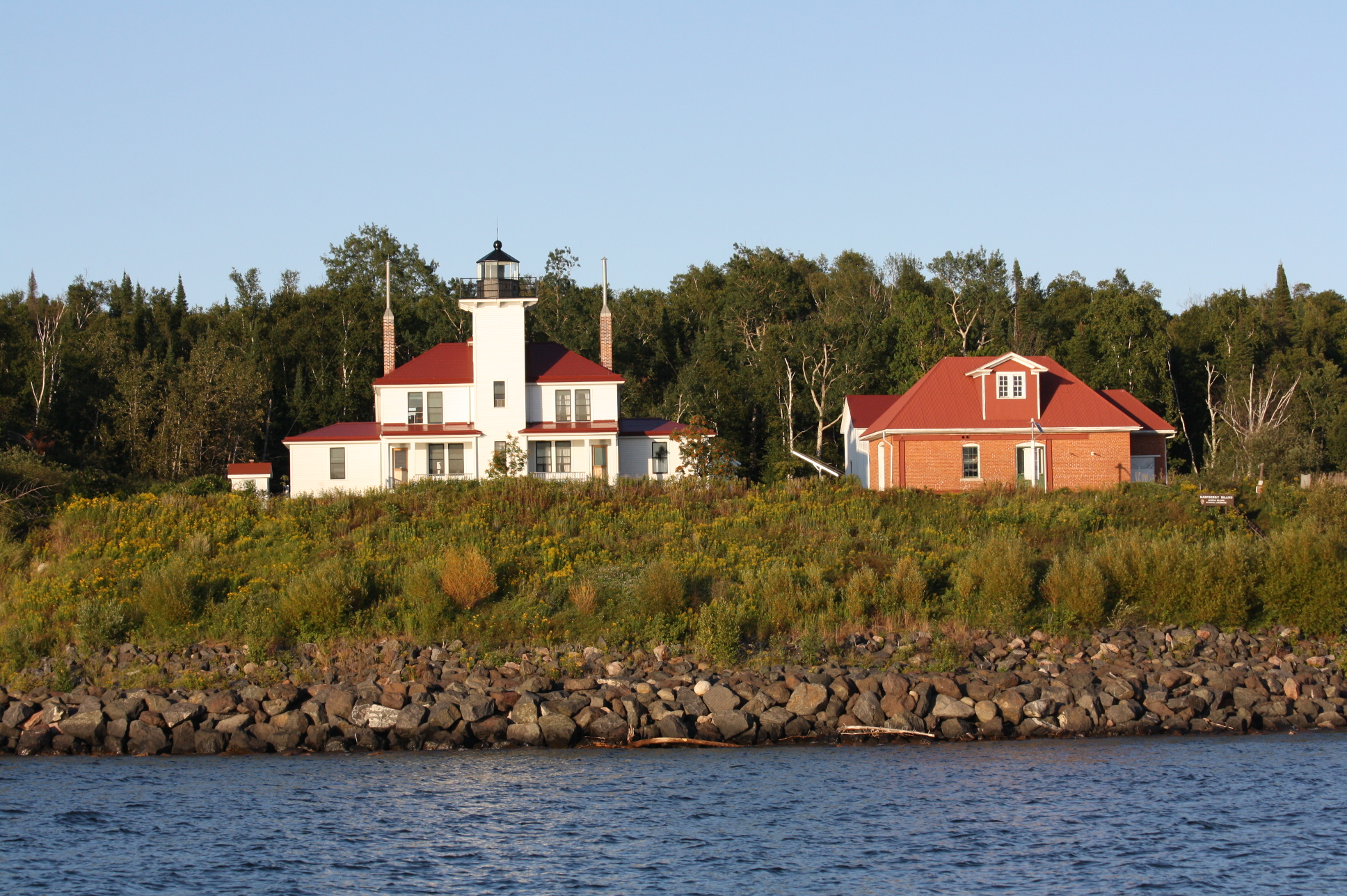
Le pare actuellement
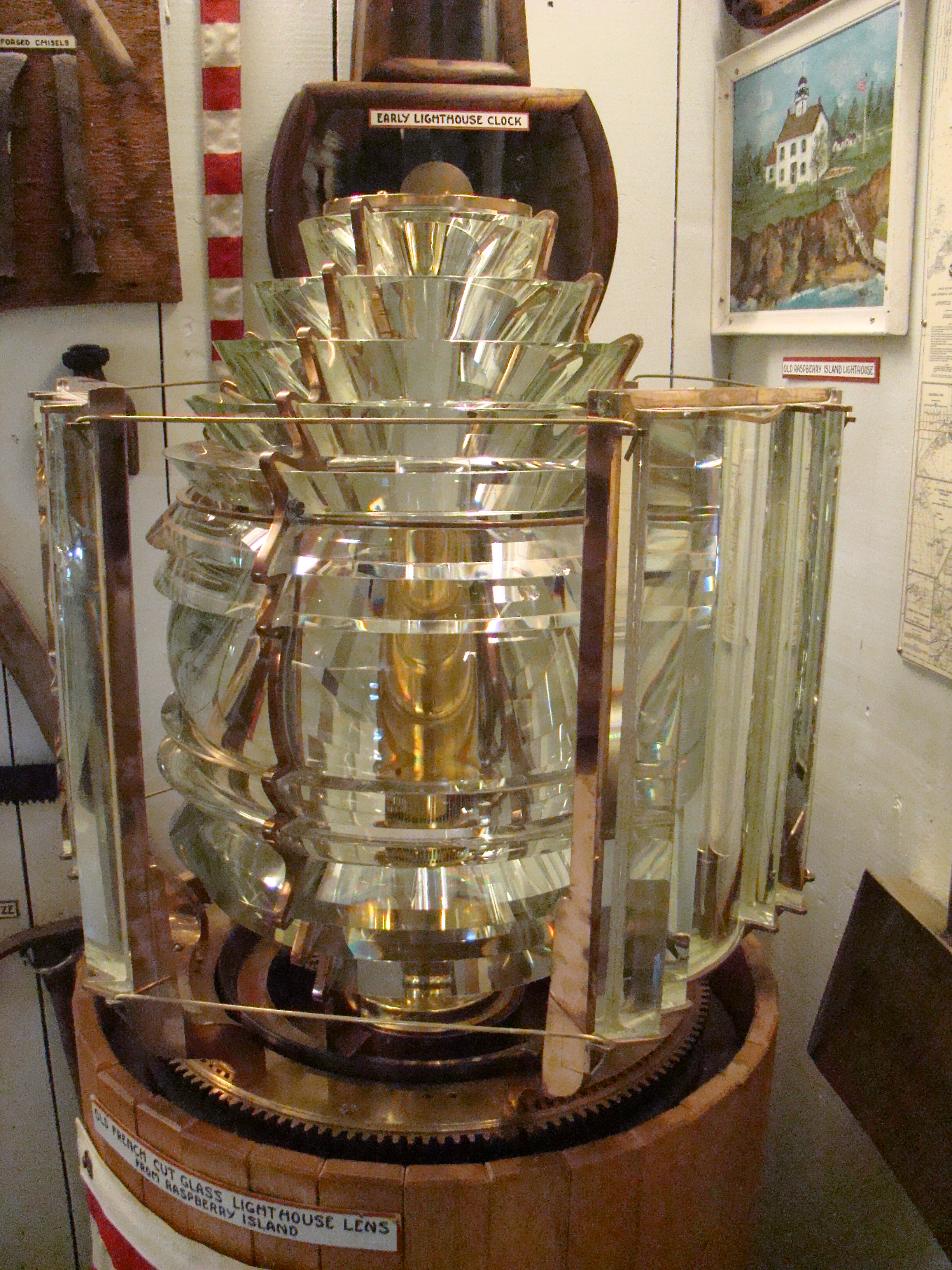
L'ancienne Lentille de Fresnel

### Lien connexe
- Liste des phares du Wisconsin